# Pizza de albóndigas
La pizza de albóndigas es pizza preparada con albóndigas.  La pizza de albóndigas se ha vuelto cada vez más popular en New York en los tiempos contemporáneos, y algunas pizzerías las ofrecen en sus menús. Algunos restaurantes los ofrecen como una especialidad de pizza.

## Variedades
Varias variedades existen, como Tex Mex y con cordero al estilo griego y agridulce. Las albóndigas encima de pizzas de albóndigas pueden ser cortadas para reducir su tamaño, por la mitad. Las pizzas de albóndiga pueden ser preparadas al estilo de Chicago. Algunas pizzas de albóndiga incorporan albóndigas en la corteza de la pizza.

## Variedades comerciales

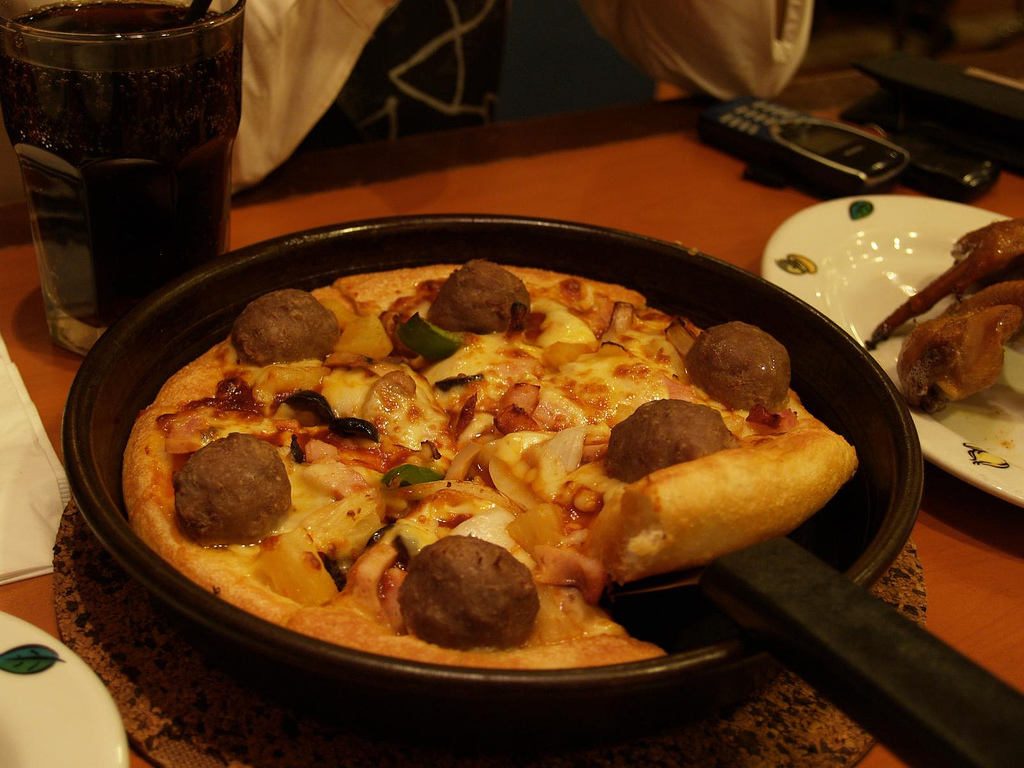
Pizza de albóndigas en un restaurante de Pizza Hut

Las cadenas de restaurantes de pizza estadounidenses que han comercializado pizzas de albóndigas incluyen Papa John's Pizza y Pizza Hut